# Saint-Hilaire-au-Temple
Saint-Hilaire-au-Temple és un municipi francès, situat al departament del Marne i a la regió del Gran Est. L'any 2007 tenia 278 habitants.

## Demografia

### Població
El 2007 la població de fet de Saint-Hilaire-au-Temple era de 278 persones. Hi havia 96 famílies, de les quals 16 eren unipersonals (4 homes vivint sols i 12 dones vivint soles), 20 parelles sense fills, 44 parelles amb fills i 16 famílies monoparentals amb fills.
La població ha evolucionat segons el següent gràfic:
Habitants censats

### Habitatges
El 2007 hi havia 103 habitatges, 96 eren l'habitatge principal de la família, 4 eren segones residències i 3 estaven desocupats. Tots els 102 habitatges eren cases. Dels 96 habitatges principals, 73 estaven ocupats pels seus propietaris, 22 estaven llogats i ocupats pels llogaters i 1 estava cedit a títol gratuït; 1 tenia una cambra, 1 en tenia dues, 3 en tenien tres, 14 en tenien quatre i 77 en tenien cinc o més. 87 habitatges disposaven pel capbaix d'una plaça de pàrquing. A 26 habitatges hi havia un automòbil i a 62 n'hi havia dos o més.

### Piràmide de població
La piràmide de població per edats i sexe el 2009 era:
| Homes | Edats   | Dones |
| ----- | ------- | ----- |
| 0     | 95 o +  | 0     |
| 0     | 90 a 94 | 0     |
| 4     | 85 a 89 | 4     |
| 0     | 80 a 84 | 0     |
| 0     | 75 a 79 | 0     |
| 0     | 70 a 74 | 0     |
| 0     | 65 a 69 | 0     |
| 16    | 60 a 64 | 12    |
| 4     | 55 a 59 | 8     |
| 8     | 50 a 54 | 8     |
| 20    | 45 a 49 | 8     |
| 12    | 40 a 44 | 4     |
| 16    | 35 a 39 | 12    |
| 4     | 30 a 34 | 8     |
| 0     | 25 a 29 | 0     |
| 16    | 20 a 24 | 8     |
| 12    | 15 a 19 | 12    |
| 20    | 10 a 14 | 16    |
| 16    | 5 a 9   | 8     |
| 4     | 0 a 4   | 0     |

## Economia
El 2007 la població en edat de treballar era de 179 persones, 143 eren actives i 36 eren inactives. De les 143 persones actives 139 estaven ocupades (80 homes i 59 dones) i 4 estaven aturades (1 home i 3 dones). De les 36 persones inactives 9 estaven jubilades, 15 estaven estudiant i 12 estaven classificades com a «altres inactius».

### Ingressos
El 2009 a Saint-Hilaire-au-Temple hi havia 101 unitats fiscals que integraven 298 persones, la mediana anual d'ingressos fiscals per persona era de 22.070 €.

### Activitats econòmiques
Dels 5 establiments que hi havia el 2007, 1 era d'una empresa extractiva, 1 d'una empresa de transport, 2 d'empreses de serveis i 1 d'una empresa classificada com a «altres activitats de serveis».
L'únic servei als particulars que hi havia el 2009 era una perruqueria.
L'any 2000 a Saint-Hilaire-au-Temple hi havia 9 explotacions agrícoles.

## Poblacions més properes
El següent diagrama mostra les poblacions més properes.